# Daniel King
Pour les articles homonymes, voir King.
Daniel John King est un joueur d'échecs et un journaliste anglais né le 28 août 1963 à Beckenham.

## Biographie et carrière
Grand maître international depuis 1989, il a remporté l'open de Sidney  en 1988 (ex æquo avec Boris Guelfand), l'open de Genève (Young Masters) en 1990 et le tournoi de Londres en 2003 (mémorial Howard Staunton). Il fut deuxième du tournoi d'échecs de Dortmund en 1988 (victoire de S. Lputian), deuxième du tournoi de Londres 1989 (victoire de Bent Larsen) et deuxième ex æquo du championnat d'échecs de Grande-Bretagne en 1989.
Il a représenté l'Angleterre lors du championnat d'Europe d'échecs des nations de 1989 (au quatrième échiquier).

## Publications
- Mastering the Spanish, 1992, (avec Pietro Ponzetto)
- Winning With the Najdorf, 1992
- Learn Chess With Nigel Short (1993, avec Nigel Short)
- World Chess Championship – Kasparov v. Short (1993, avec Donald Trelford)
- How Good is Your Chess?, Dover (1993, 2003)
- World Chess Championship 1995, Kasparov vs Anand (1995)
- How to Win at Chess, 1995
- Kasparov v. Deep Blue The Ultimate Man v. Machine Challenge, Batsford, 1997,  (ISBN 0-7134-8322-9).
- The Closed Sicilian (1997)
- Choose the Right Move (1998)
- The English Defence (1999)
- Kasparov Against the World, The Story of the Greatest Online Challenge, KasparovChess Online, 2000,.  (ISBN 0970481306). (avec Garry Kasparov)
- Chess (2000)
- Games (2003)
- Test Your Chess With Daniel King (2004)
- The Chess Box (2004)
- Sultan Khan: The Indian Servant Who Became Chess Champion of the British Empire, New in Chess, 2020,  (ISBN 978-9056-91874-3)